# Хорст, Карл
Карл Хорст (нем. Carl Horst; 24 ноября 1875, Лейпциг — 7 ноября 1934) — немецкий историк искусств, экстраординарный профессор университета в Марбурге; член НСДАП (с 1932).

## Биография
Карл Хорст родился 24 ноября 1875 года в Лейпциге; он изучал философию и историю искусства у представителей Марбургской школы неокантианства, профессоров Германа Когена и Пауля Герхарда Наторпа. В 1904 году Хорст написал и защитил диссертацию по эстетике античного философа-идеалиста Плотина — стал кандидатом наук. Семь лет спустя, в 1911 году, Хорст защитил докторскую диссертацию по теме, связанной с эстетическими вопросам барокко («Barockprobleme») — конкретно, «немецкого барокко». В 1922 году он получил позицию экстраординарного профессора по истории искусств в Марбургскому университете.
Карл Хорст вступил в НСДАП в мае 1932 года. 11 ноября 1933 года он был среди более 900 ученых и преподавателей немецких университетов и вузов, подписавших «Заявление профессоров о поддержке Адольфа Гитлера и национал-социалистического государства». Он также участвовал в репрессиях в отношении своего коллеги, историка искусств с левыми взглядами Генриха Рихарда Хаманна (Heinrich Richard Hamann, 1879—1961). Хорст скончался 7 ноября 1934 года.

## Работы
- Plotins Asthetik. Vorstudien zu einer Neuuntersuchung, 1905 (переиздана в 2010).
- Barockprobleme, Rentsch, München 1912.
- Die Architektur der Renaissance, Propyläen, Berlin 1928.
- Die Architektur der Renaissance in den Niederlanden und ihre Ausstrahlungen, Nijhoff, Haag 1930.